# Puerto del Rosario
Puerto del Rosario (Spaans voor "Rozenkranshaven") is een gemeente in de Spaanse provincie Las Palmas in de regio Canarische Eilanden met een oppervlakte van 291 km². Puerto del Rosario telt 38.126 inwoners (1 januari 2016).

## Algemeen
Puerto del Rosario is de hoofdstad van het Canarische eiland Fuerteventura. Rond 1800 is deze stad gesticht als haven voor export van soda en graan. Vóór 1957 had de stad de naam Puerto de Cabras (Spaans voor "geitenhaven"), door de nabijgelegen drenkplaats. Vandaag de dag heeft de haven de functie voor passagiers en goederen en de veerboten naar en van Lanzarote en Gran Canaria. Tevens staat hier een grote kazerne van het Spaans Legioen.
Te bezoeken zijn de Nuestra Senora del Rosario-kerk en ertegenover het Casa Museo de Unamuno (Spaanse literatuur). De stad heeft ook een voetbalclub, genaamd UD Fuerteventura.

## Demografische ontwikkeling
Bron: INE; 1857-2011: volkstellingen
Opm.: In 1930 werden de gemeenten Casillas del Angel en Tetir geannexeerd

## Afbeeldingen

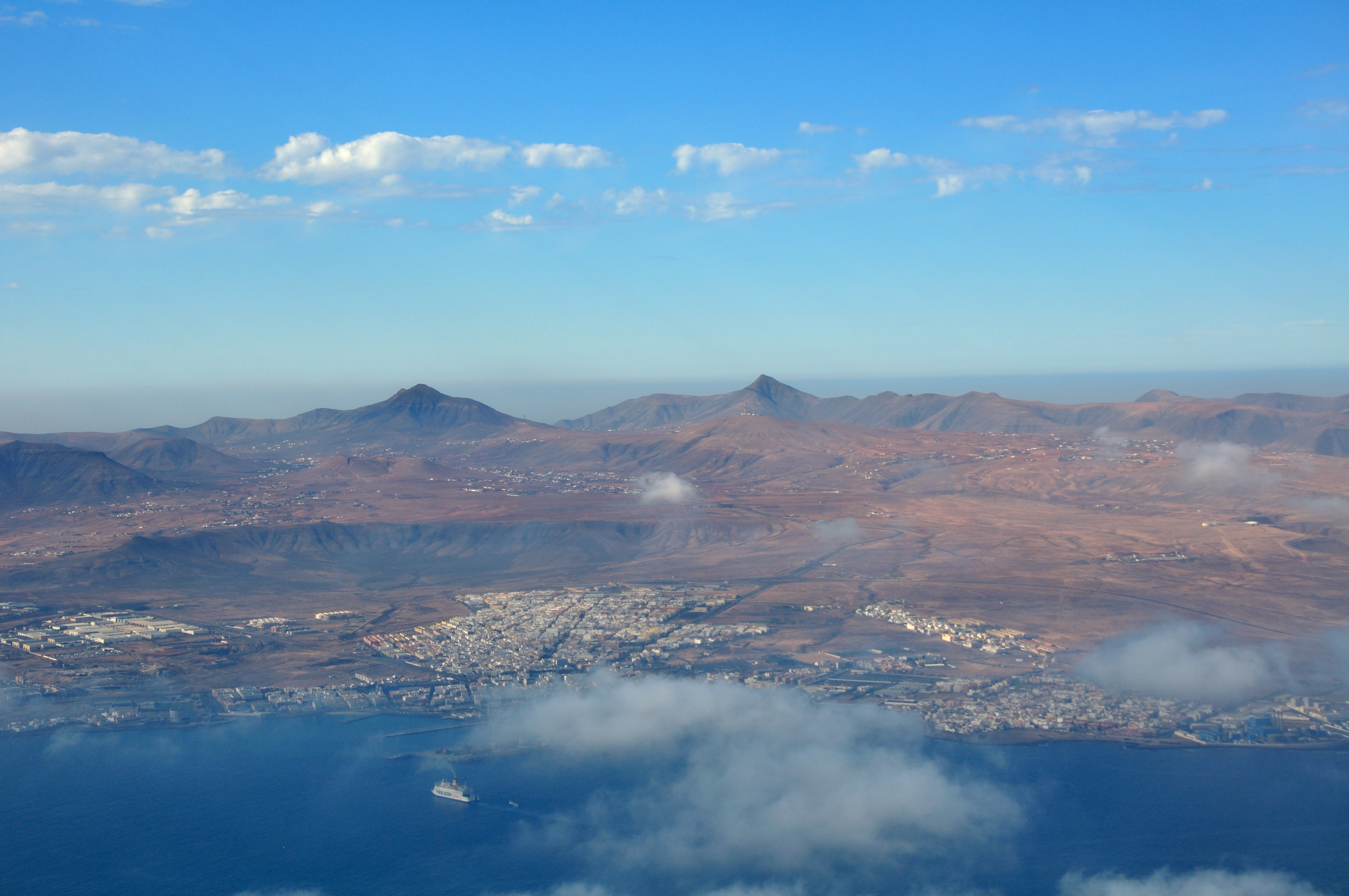
Luchtfoto
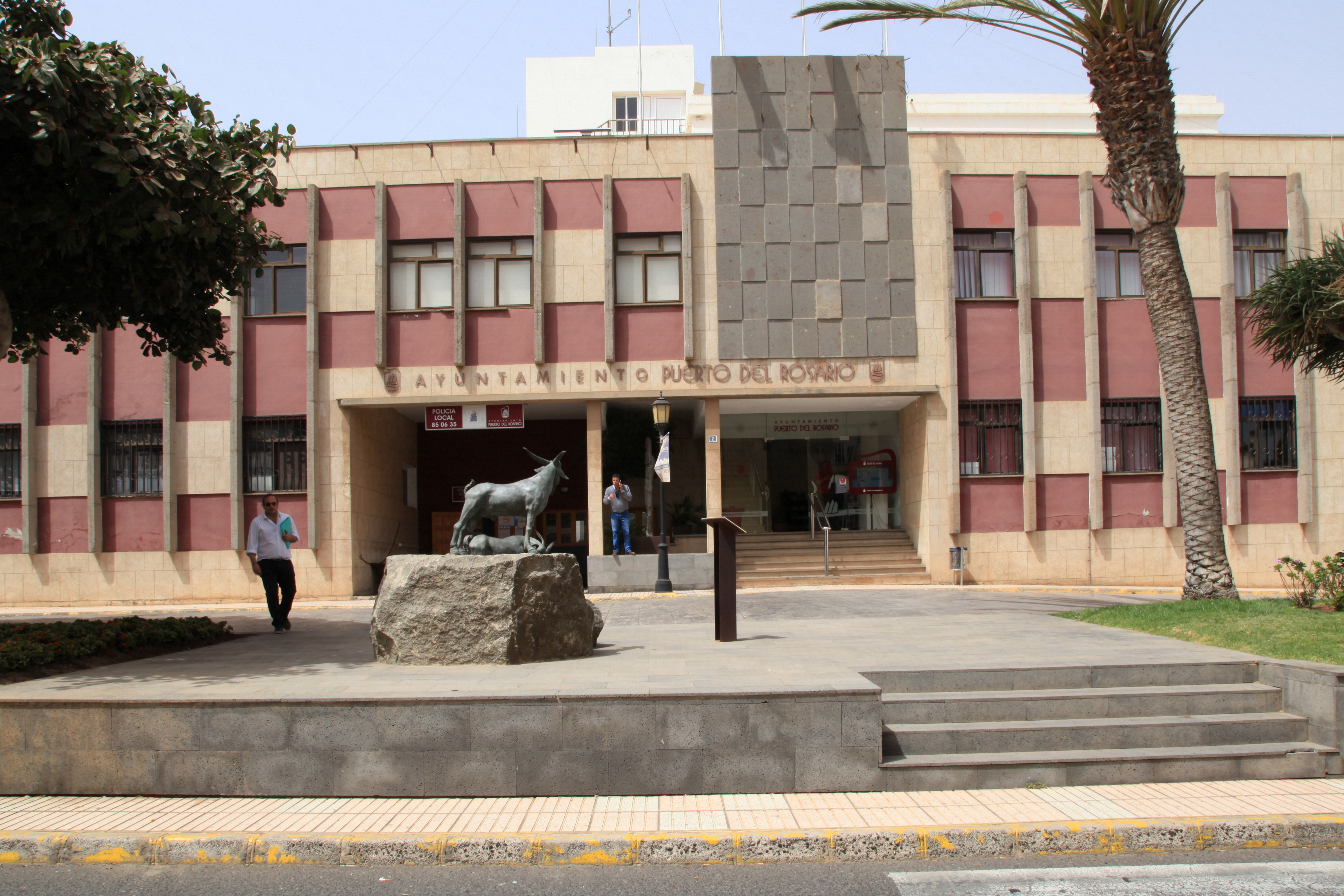
Gemeentehuis
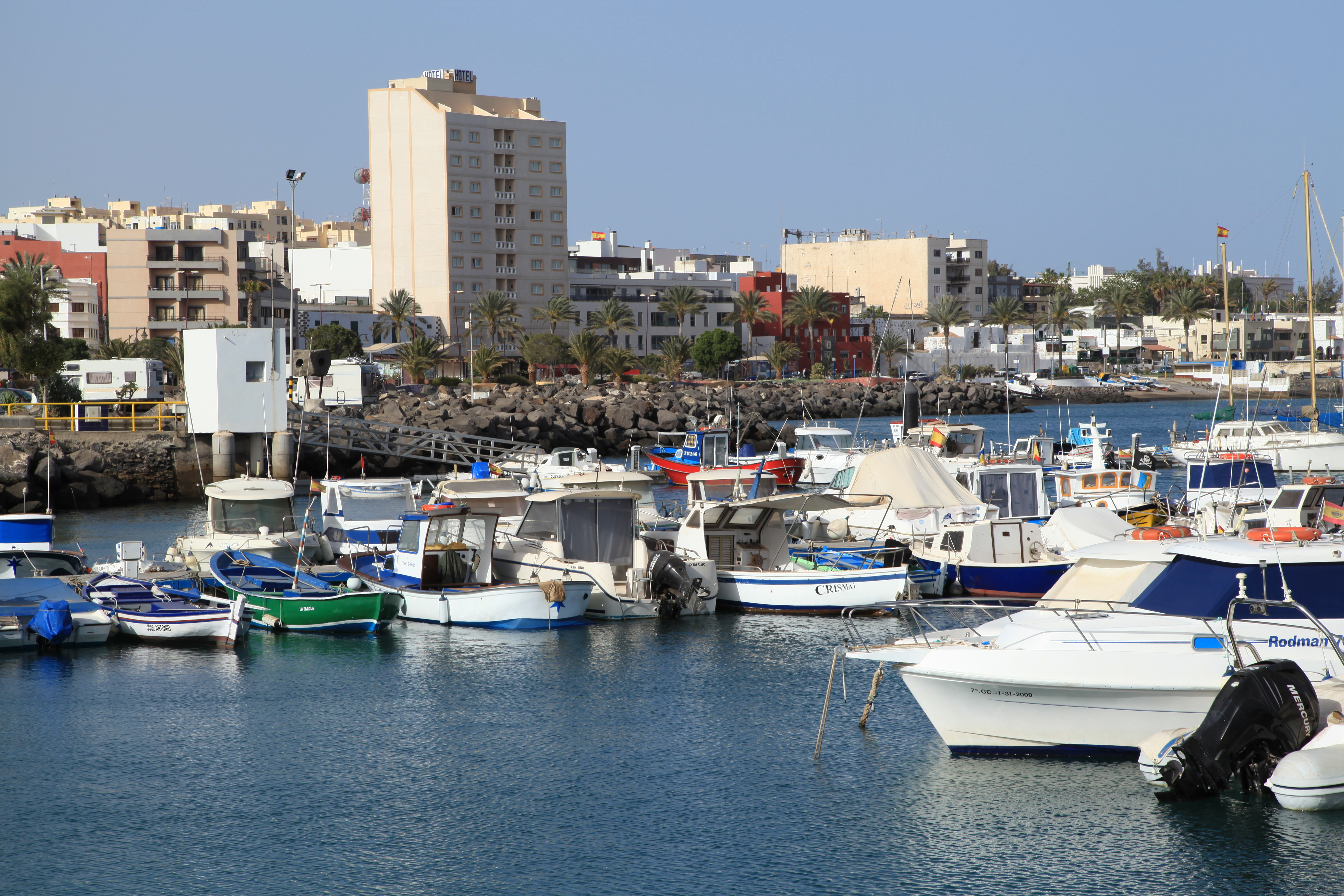
Havengezicht
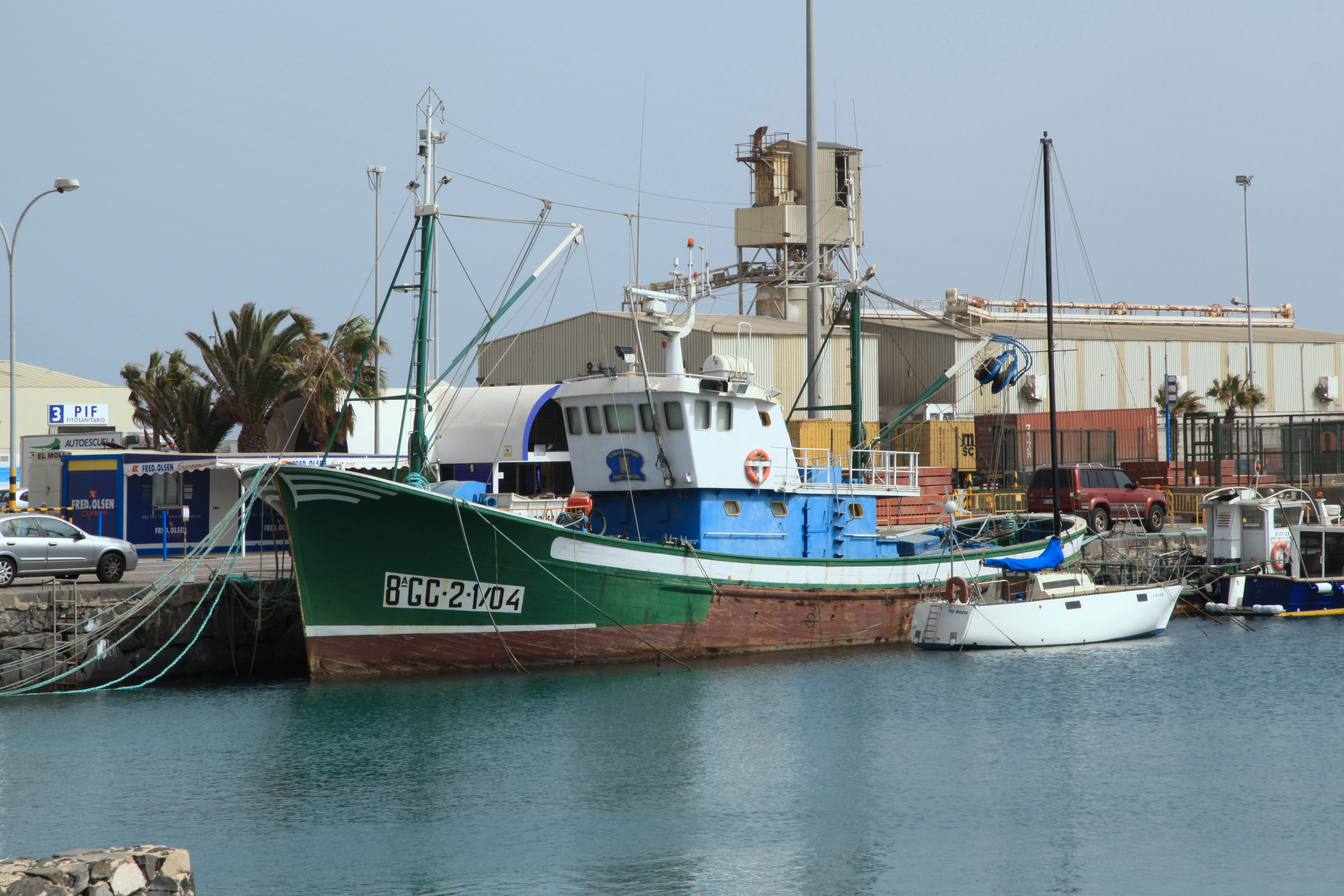
Havengezicht

Antigua · Betancuria · La Oliva · Pájara · Puerto del Rosario · Tuineje